# Sinthusa
Sinthusa är ett släkte av fjärilar. Sinthusa ingår i familjen juvelvingar.

## Bildgalleri

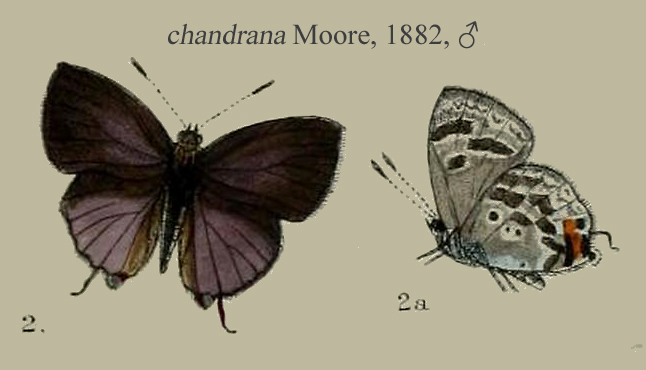
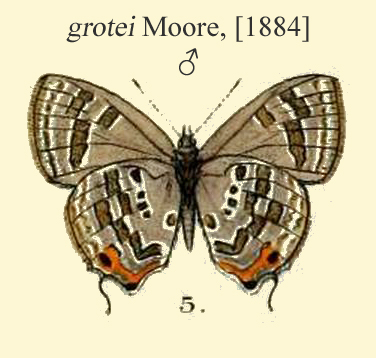
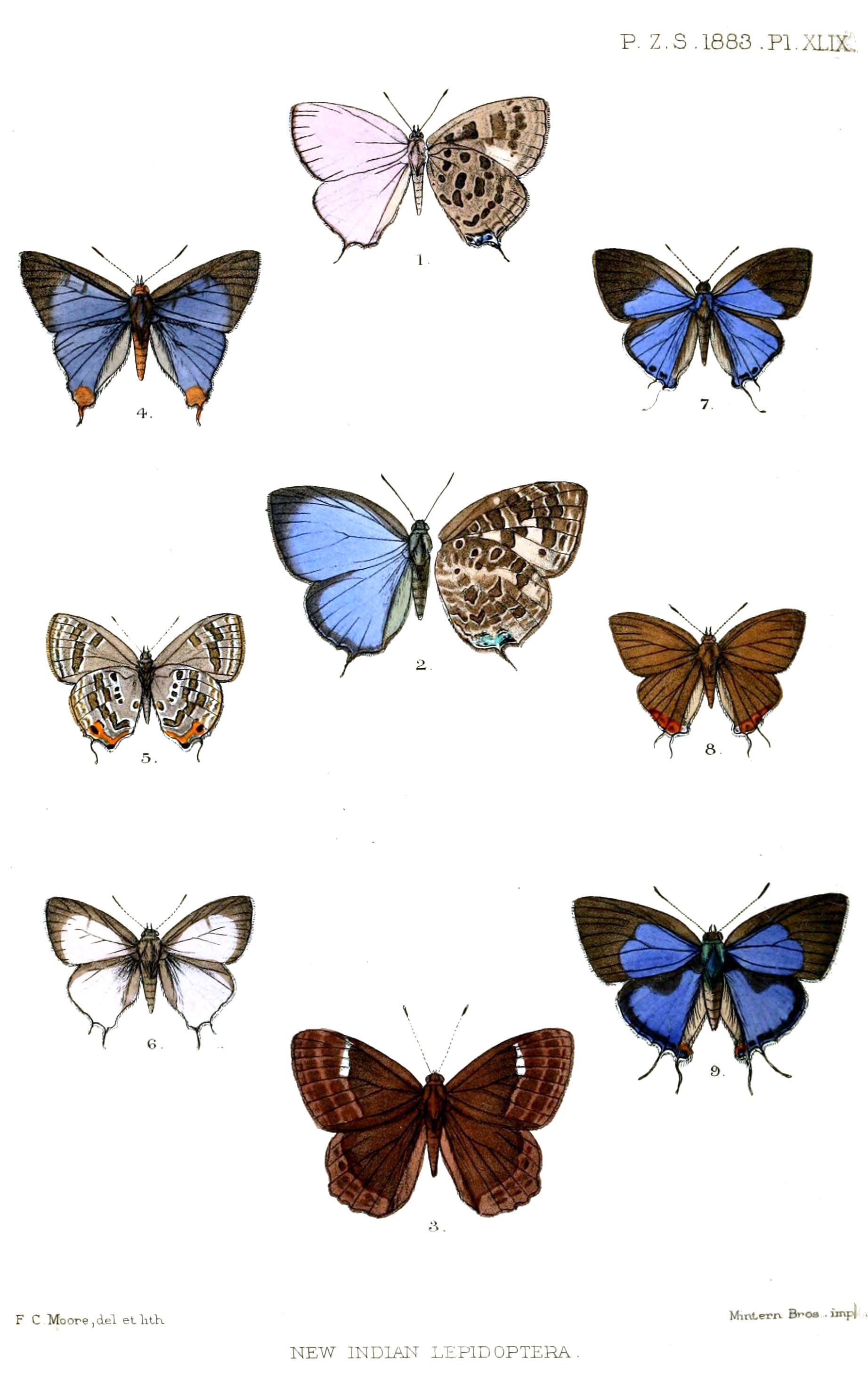
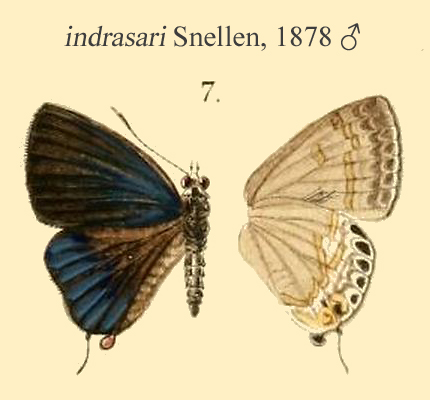
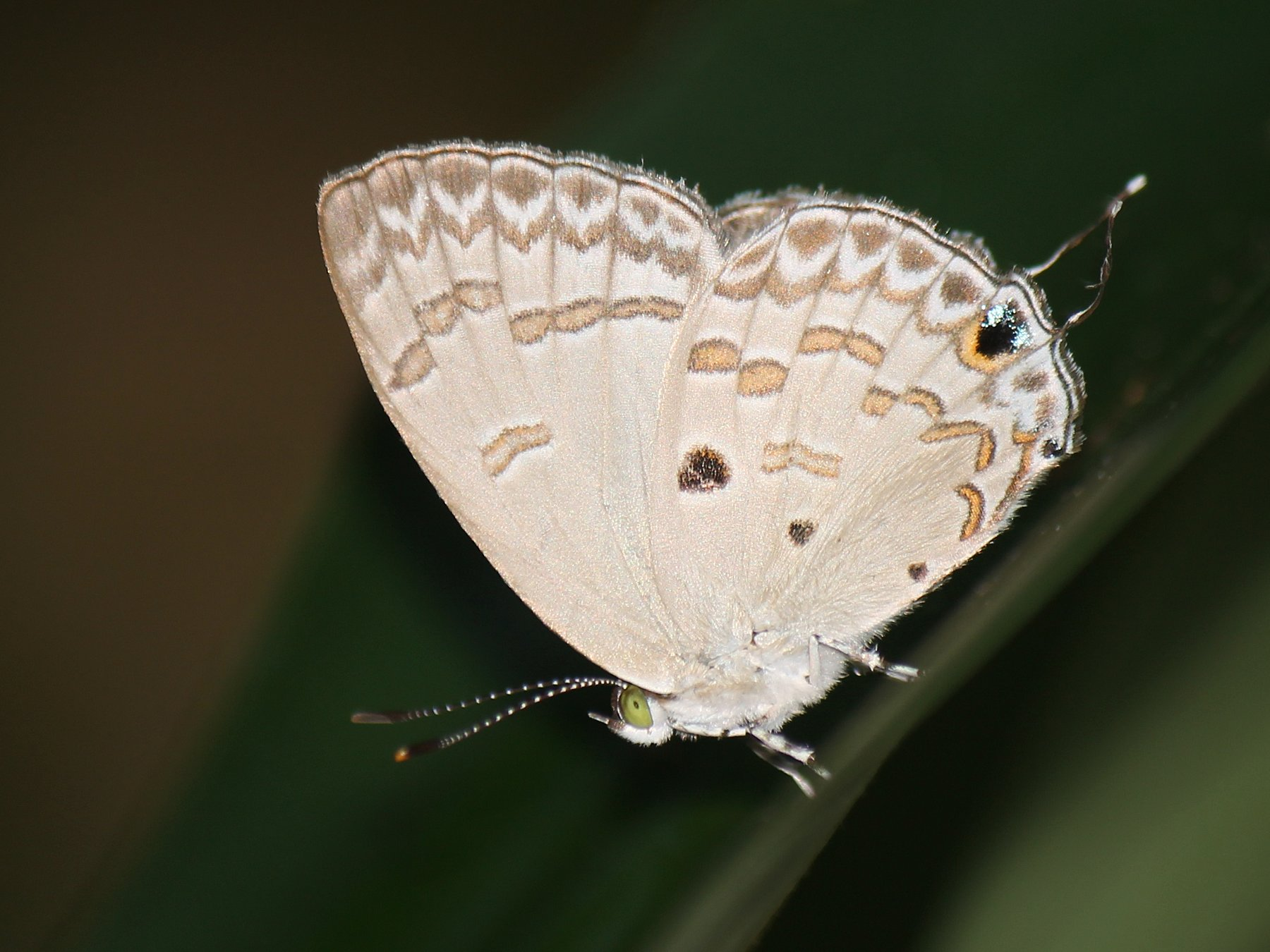
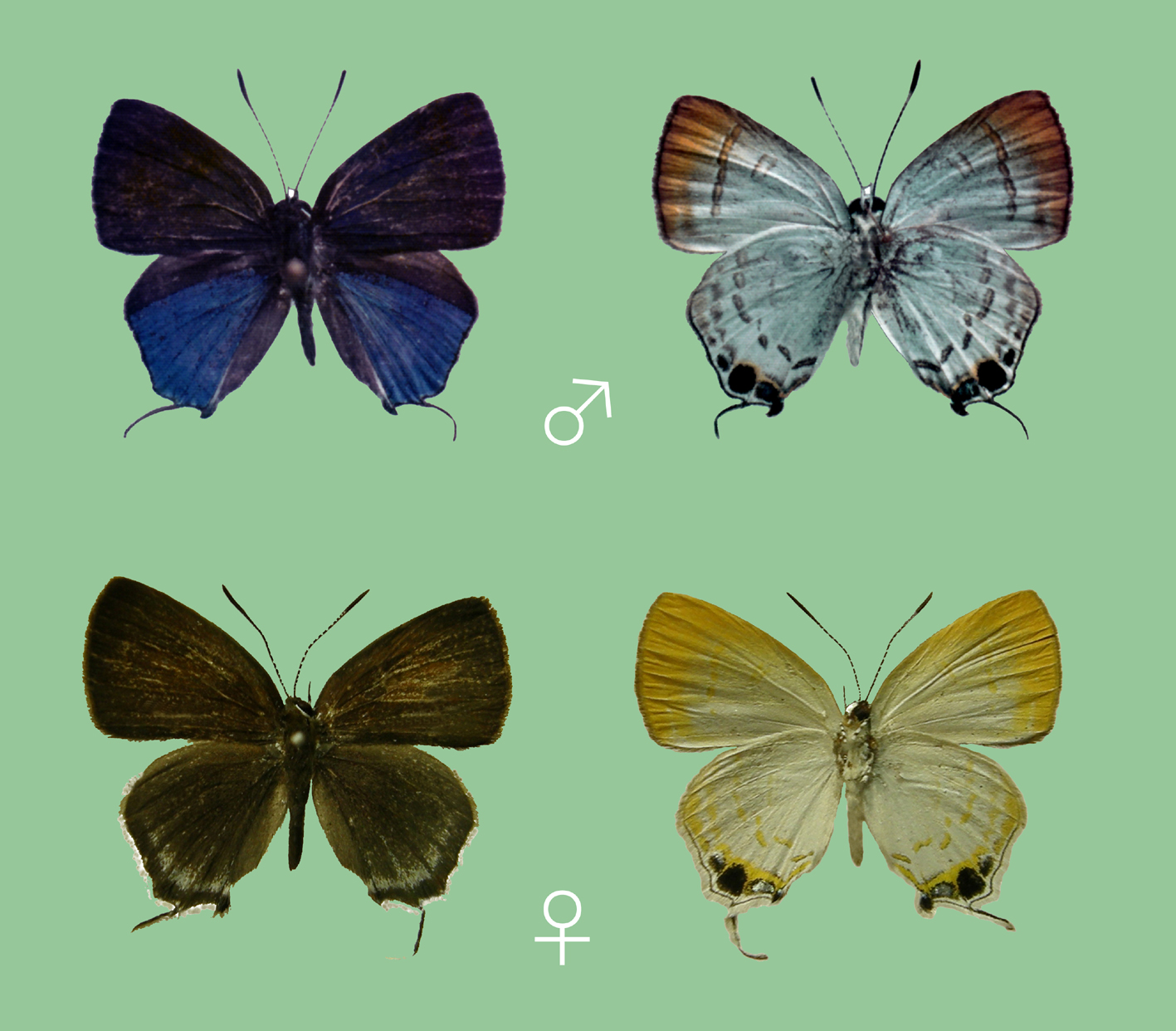

## Dottertaxa tillSinthusa, i alfabetisk ordning[1]
- Sinthusa albidus
- Sinthusa amata
- Sinthusa amba
- Sinthusa amboides
- Sinthusa aspra
- Sinthusa chandrana
- Sinthusa confusa
- Sinthusa dichroa
- Sinthusa discolor
- Sinthusa fulva
- Sinthusa grotei
- Sinthusa kawazoei
- Sinthusa kuyaniana
- Sinthusa malika
- Sinthusa margala
- Sinthusa mindanensis
- Sinthusa nasaka
- Sinthusa natsumiae
- Sinthusa niasicola
- Sinthusa obscurata
- Sinthusa odata
- Sinthusa ogatai
- Sinthusa pallidior
- Sinthusa privata
- Sinthusa rayata
- Sinthusa rubidus
- Sinthusa sophonisbe
- Sinthusa stephaniae
- Sinthusa stigma
- Sinthusa tomokoae
- Sinthusa valdana
- Sinthusa verena
- Sinthusa virgo
- Sinthusa virgoides
- Sinthusa volsa